# Holopogon pulcher
Holopogon pulcher là một loài ruồi trong họ Asilidae. Holopogon pulcher được Williston miêu tả năm 1901. Loài này phân bố ở vùng Tân nhiệt đới.